# Manantiales (Uruguay)
Manantiales ist eine Ortschaft in Uruguay.

## Geographie
Sie befindet sich auf dem Gebiet des Departamento Maldonado in dessen Sektor 6. Manantiales liegt einige Kilometer nordöstlich von Punta del Este, eingebettet zwischen El Chorro (Westen) und Balneario Buenos Aires (Osten) an der Atlantikküste, westlich der Mündung des Arroyo Manantiales.

## Einwohner
Manantiales hatte bei der Volkszählung 2011 149 Einwohner, davon 66 männliche und 83 weibliche.
| Jahr | Einwohner |
| ---- | --------- |
| 1963 | 57        |
| 1975 | 63        |
| 1985 | 132       |
| 1996 | 199       |
| 2004 | 182       |
| 2011 | 149       |

Quelle: Instituto Nacional de Estadística de Uruguay